# Hrabia Winchilsea
Hrabia Winchilsea – tytuł szlachecki w Anglii nadawany od 1628 roku.

## Informacje ogólne
- Dodatkowymi tytułami hrabiego Winchilsea są:
  - hrabia Nottingham (od 1729 r.)
  - wicehrabia Maidstone
  - baron FitzHerbert (od 1660 r.)
- Najstarszy syn hrabiego Winchilsea nosi tytuł wicehrabiego Maidstone
- rodowa siedziba hrabiów Winchilsea mieści się na Quarry Street w Guildford

## Lista hrabiów Winchilsea (parostwo Anglii)
- 1628–1634: Elisabeth Heneage, 1. hrabina Winchilsea
- 1634–1639: Thomas Finch, 2. hrabia Winchilsea
- 1639–1689: Heneage Finch, 3. hrabia Winchilsea
- 1689–1712: Charles Finch, 4. hrabia Winchilsea
- 1712–1726: Heneage Finch, 5. hrabia Winchilsea
- 1726–1729: John Finch, 6. hrabia Winchilsea
- 1729–1730: Daniel Finch, 7. hrabia Winchilsea
- 1730–1769: Daniel Finch, 8. hrabia Winchilsea
- 1769–1826: George Finch, 9. hrabia Winchilsea
- 1826–1858: George William Finch-Hatton, 10. hrabia Winchilsea
- 1858–1887: George James Finch-Hatton, 11. hrabia Winchilsea
- 1887–1898: Murray Edward Gordon Finch-Hatton, 12. hrabia Winchilsea
- 1898–1927: Henry Stormont Finch-Hatton, 13. hrabia Winchilsea
- 1927–1939: Guy Montagu George Finch-Hatton, 14. hrabia Winchilsea
- 1939–1950: Christopher Guy Heneage Finch-Hatton, 15. hrabia Winchilsea
- 1950–1999: Christopher Denys Stormont Finch-Hatton, 16. hrabia Winchilsea
- 1999 -: Daniel James Hatfield Finch-Hatton, 17. hrabia Winchilsea

Następca 17. hrabiego Winchilsea: Tobias Joshua Stormont Finch-Hatton, wicehrabia Maidstone